# Уральські мови
Ура́льські мови — мовна сім'я, яка містить близькі між собою мови двох гілок — фіно-угорські та самодійські мови. Російські науковці нерідко вносять в сім'ю споріднені юкагирську та ескімосько-алеутські мови, поширені на північному сході Росії. Деякі науковці, більше англомовні, не визнають той факт, що всі мови сім'ї досить близькі, і вважають їх більше макросім'єю, а дві гілки — окремими сім'ями. Згідно з ностратичною гіпотезою, уральські мови, разом з афразійськими, індоєвропейськими, картвельськими, дравідійськими та алтайськими, входять до великої ностратичної макросім'ї. До серединии 1950-х років була популярна гіпотеза про спільність уральських та алтайських мов.

## Структура мовної сім'ї
Уральські мови — 40 мов, 12 мертвих, 22,2 млн.
- Фіно-Угорські мови — 29 мов, 5 мертвих, 22,2 млн.
  - Фіно-Пермські мови — 26 мов, 5 мертвих, 8,6 млн.
    - Балтійсько-фінські мови — 7 мов, 6,4 млн.
      - Фінська мова — 5,2 млн.
      - Естонська мова — 1,1 млн.
        - Вируська мова — 70 тис.
        - Південно-естонська мова — 80 тис.

      - Карельська мова — 80 тис.
      - Вепська мова — 5,8 тис.
      - Іжорська мова — 0,3 тис.
      - Лівська мова — 50
      - Водська мова — 20

    - Саамські мови — 11 мов, 2 мертві, 25 тис.
      - Західно-саамські мови — 5 мов, 23,6 тис.
        - Північно-саамська мова — 21 тис.
        - Луле-саамська мова — 2 тис.
        - Південно-саамська мова — 0,6 тис.
        - Уме-саамська мова — 10
        - Піте-саамська мова — 10

      - Східно-саамські мови — 6 мов, 2 мертві, 1,4 тис.
        - Кільдін-саамська мова — 0,8 тис.
        - Інарі-саамська мова — 0,3 тис.
        - Кольта-саамська мова — 0,3 тис.
        - Терсько-саамська мова — 10
        - Аккала-саамська мова — мертва
        - Кемі-саамська мова — мертва

    - Фіно-волзькі мови — 7 мов, 3 мертві, 1,5 млн.
      - Марійські мови — 2 мови, 638 тис.
        - Гірськомарійська мова — 36,8 тис.
        - Марійська мова — 601 тис.
          - Західно-марійська мова — 535 тис.
          - Східно-марійська мова — 66 тис.

      - Мордовські мови — 2 мови, 815 тис.
        - Ерзянська мова — 518 тис.
        - Мокшанська мова — 297 тис.

      - Волзькі мови — 3 мови, 3 мертві
        - Мерянська мова — мертва
        - Мещерська мова — мертва
        - Муромська мова — мертва

    - Пермські мови — 2 мови, 778 тис.
      - Удмуртська мова — 464 тис.
      - Комі мова — 313,6 тис.
        - Комі-Зирянська мова — 217,3 тис.
        - Комі-Пермяцька мова — 94,3 тис.
        - Комі-Язвінська мова — 2 тис.

  - Угорські мови — 3 мови, 13,6 млн.
    - Обсько-Угорські мови — 2 мови, 17,2 тис.
      - Хантийська мова — 14 тис.
      - Мансійська мова — 3,2 тис.

    - Західно-угорські мови — 1 мова, 13,6 млн.
      - Угорська мова — 13,6 млн.
- Самодійські мови — 11 мов, 7 мертвих, 29,1 тис.
  - Північно-самодійські мови — 4 мови, 1 мертва, 27,3 тис.
    - Ненецька мова — 26,7 тис.
    - Нганасанська мова — 0,5 тис.
    - Енецька мова — 0,1 тис.
    - Юрацька мова — мертва

  - Південно-самодійські мови — 7 мов, 6 мертвих, 1,6 тис.
    - Селькупська мова — 1,6 тис.
    - Камасинська мова — мертва
    - Маторська мова — мертва
    - Карагаська мова — мертва
    - Койбальська мова — мертва
    - Сойотська мова — мертва
    - Тайгійська мова — мертва

## Офіційний статус
Статус державної мають фінська (Фінляндія), естонська (Естонія), угорська (Угорщина) мови.
Офіційний статус мають карельська, комі, удмуртська, марійська, гірсько-марійська, мокшанська, ерзянська, ненецька, хантийська, мансійська (Росія), північно-саамська (Норвегія), інарі-саамська (Фінляндія), угорська (Сербія) мови.

## = Посилання
- Уральські мови // Універсальний словник-енциклопедія. — 4-те вид. — К. : Тека, 2006.

- Фіно-угорські країни Росії [Архівовано 27 квітня 2005 у Wayback Machine.]
- Уральські мови на сайті Glottolog 3.0: Family: Uralic [Архівовано 13 листопада 2017 у Wayback Machine.] (англ.)
- Уральські мови на сайті WALS Online: Family Uralic [Архівовано 13 листопада 2017 у Wayback Machine.] (англ.)